# Kiel Fk 166
Il Kiel Fk 166 era un monomotore da turismo biplano realizzato dall'azienda tedesca Flugzeugbau Kiel GmbH negli anni trenta e rimasto allo stadio di prototipo.
Valutato eventualmente anche nel ruolo di aereo da addestramento non ebbe seguito commerciale.